# Ian Rankin
Ian James Rankin, OBE, DL, FRSL (Cardenden, 28 de abril de 1960) é um escritor escocês de ficção criminal, mais conhecido por seus romances do Inspetor John Rebus. Assina também com o pseudônimo: Jack Harvey.

## Biografia

### Início da vida
Ele nasceu em Cardenden, Escócia. Seu pai, James, era dono de uma mercearia e sua mãe, Isobel, trabalhou em uma cantina da escola. Seus pais ficaram horrorizados quando ele escolheu estudar literatura na universidade. Incentivado por sua professora de inglês, ele persistiu e formou-se em 1982, na Universidade de Edimburgo, onde ele também trabalhou em um doutorado sobre Muriel Spark, mas não o concluiu. Ele ensinou na universidade e se mantém envolvido com o James Tait Black Memorial Prize.

### Carreira
Os romances do Inspetor John Rebus são passados, principalmente, em Edimburgo. Dez romances foram adaptados como série de televisão na ITV, estrelado por John Hannah como John Rebus na série 1 e 2 e Ken Stott em seu papel em séries de 3 a 5.
Em 2013, Ian Rankin coescreveu a peça Dark Road com Mark Thomson, diretor artístico do Royal Lyceum Theatre. Essa sua primeira peça, estreou no Lyceum Theatre, em Edimburgo, em setembro de 2013.

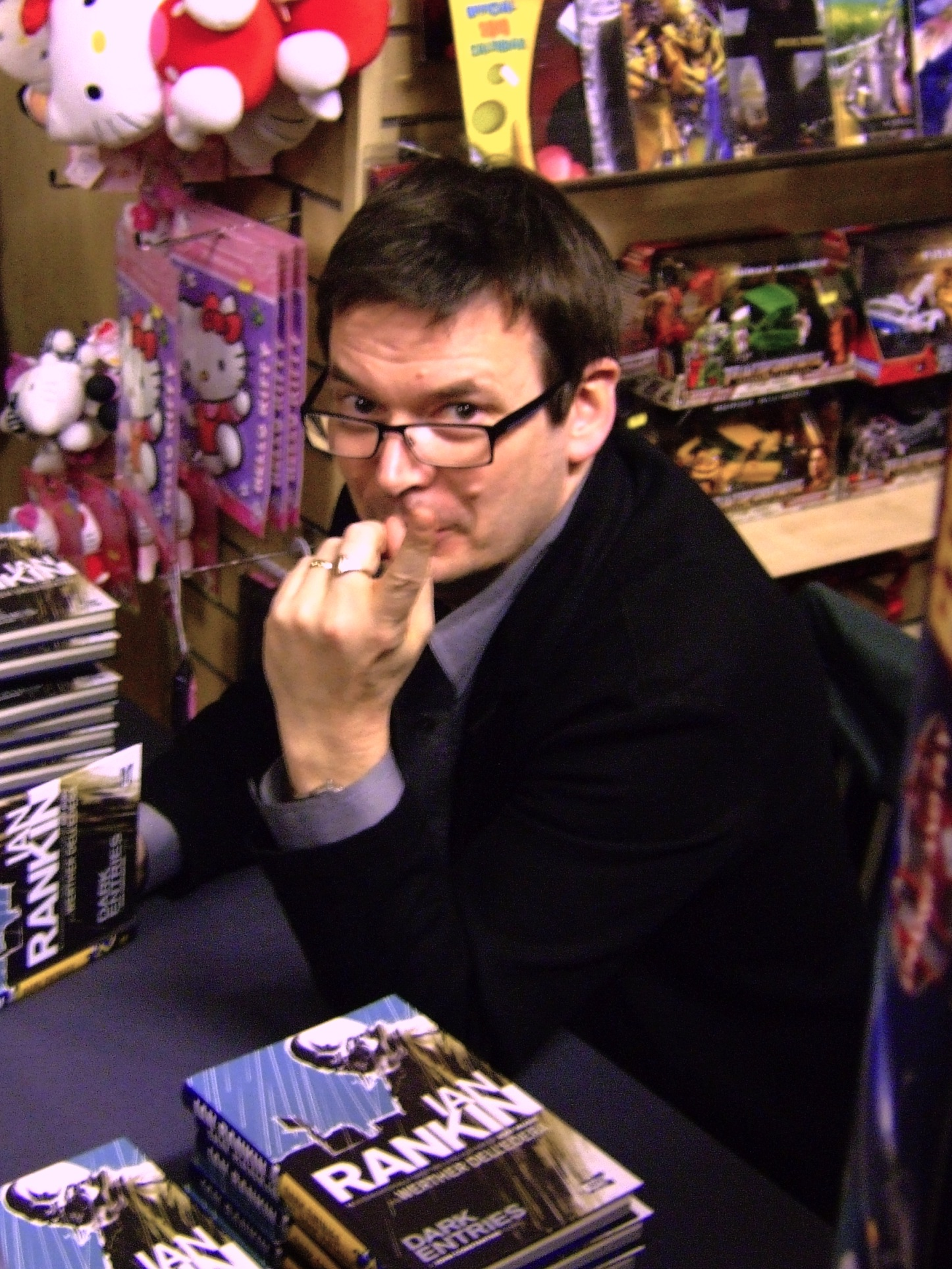
Ian Rankin em 2009

### Vida pessoal
Ele vive em Edimburgo com sua mulher, Miranda, que ele conheceu na universidade e casou-se em 1986, e seus dois filhos.

## Obras

### Série do Inspetor John Rebus
1. Knots and Crosses (1987)
2. Hide and Seek (1991)
3. Tooth and Nail (1992
4. Strip Jack (1992)
5. The Black Book (1993)
6. Mortal Causes (1994)
7. Let it Bleed (1995)
8. Black and Blue (1997)
9. The Hanging Garden (1998)
10. Dead Souls (1999)
11. Set in Darkness (2000)
12. The Falls (2001) Brasil:  O Enigmista (Companhia das Letras, 2010)
13. Resurrection Men (2002) Brasil:  Os Ressuscitados (Companhia das Letras, 2008)
14. A Question of Blood (2003) Brasil:  Questão de Sangue (Companhia das Letras, 2007)
15. Fleshmarket Close (2004) Brasil:  Beco dos Mortos (Companhia das Letras, 2014)
16. The Naming of the Dead (2006)
17. Exit Music (2007)
18. Standing in Another Man's Grave (2012)
19. Saints of the Shadow Bible (2013)
20. Even Dogs in the Wild (2015)
21. Rather Be the Devil (2016)
22. In A House of Lies (2018)

### Serie do Malcolm Fox
1. The Complaints (2009) Brasil:  Denúncias (Companhia das Letras, 2011)
2. The Impossible (2011)

### Outros
- The Flood, 1986
- Watchman, 1988
- Westwind, 1990
- Witch Hunt, 1993 (como Jack Harvey)
- Bleeding Hearts, 1994 (como Jack Harvey)
- Blood Hunt, 1995 (como Jack Harvey)
- Doors Open, 200
- A Cool Head, 2009